# Slaget på Lohede
Slaget på Lohede fandt sted 28. juni 1261 et på Lohede mellem Sorgåen og Rendsborg. Slaget stod mellem Christoffer 1.s enkedronning Margrete Sambiria, der regerede 1259-1266, og Erik Abelsøn, der var hertug af Sønderjylland og en af ærkebiskop Jakob Erlandsens tilhængere.
Efter Abels erobring af København i 1260 frygtede Margrete Sambiria yderligere anslag mod tronen fra hertugens side, og hun besluttede at komme ham i forkøbet. Hun trængte frem i hertugdømmet, forfulgte Erik sydpå over Dannevirke og leverede 28. juni 1261 et slag på Lohede. Her led hun imidlertid et afgørende nederlag, og hun og sønnen kong Erik 5. Glipping blev taget til fange og sad indespærret i Hamborg. Margrete blev frigivet året efter, mens den 11-årige konge sad i fangeskab hos markgreverne i Brandenburg til 1264.